# 上浅間町
上浅間町（かみせんげんちょう）は、愛知県名古屋市西区の地名。

## 歴史

### 町名の由来
富士浅間神社が鎮座することによる。

### 沿革
- 1871年（明治4年） - 『角川日本地名大辞典』はこの年に愛知郡上浅間町が成立したとする[2]。
- 1878年（明治11年）12月28日 - 名古屋村の一部により、名古屋区上浅間町が成立[3]。
- 1889年（明治22年）10月1日 - 名古屋市成立により、同市上浅間町となる[3]。
- 1908年（明治41年）4月1日 - 西区編入により、同区上浅間町となる[3]。
- 1981年（昭和56年）8月23日 - 西区浅間一丁目・浅間二丁目にそれぞれ編入され消滅[3]。